# Idaea perochraria
Idaea perochraria là một loài bướm đêm trong họ Geometridae.